# Isabelle Penard
Pour les articles homonymes, voir Penard et Favereau.
 (février 2025).
Isabelle Penard, connue aussi sous le nom d'Isabelle Favereau, née le 7 janvier 1975, est une joueuse de kayak-polo internationale française.
En 2003 et 2004, elle participe aux championnats de France N1F dans l'équipe de Acigné.

## Sélections
Sélections en équipe de France senior
- Championnats du monde 1998 : Médaille de bronze[3]
- Championnats d'Europe 2001 : Médaille de bronze[4]
- Championnats du monde 2002 : Médaille d'argent [5]
- Championnats d'Europe 2003 : Médaille d'argent [6]
- Championnats du monde 2004 : Médaille de bronze[7],[1]